# Privas
Privas (Privàs in occitano vivaro-alpino) è un comune francese di 8 846 abitanti, capoluogo del dipartimento dell'Ardèche della regione Alvernia-Rodano-Alpi.
A Privas è tipica la produzione di marrons glacés e di crema di marroni.
In aprile vi si svolge il festival nazionale di archeologia.

## Storia
La città è stata per secoli un semplice insediamento rurale, sorto in epoca merovingia.
Nel X secolo era proprietà dei conti di Tolosa, che cedettero il territorio ai signori di Poitiers, conti di Valentinois, nell'XI secolo. Questi trasformarono il villaggio in un piccolo forte feudale e affrancarono la città, garantendo diritti economici, fiscali e militari, soprattutto grazie a Aymar di Poitiers nel 1281 e a suo figlio nel 1309.
La Riforma protestante fu particolarmente sentita nella città, dove molta della borghesia e della nobiltà aderirono alle nuove idee di Martin Lutero. La città è stata un punto centrale delle guerre di religione, rappresentando la resistenza alla monarchia. Nonostante una forte repressione (che provocò anche la fuga di molti cittadini a Ginevra), la lotta del movimento perdurò per 70 anni, durante i quali il culto cattolico non fu più celebrato a Privas. Un pastore svizzero organizzò la Chiesa riformata di Privas, che la fece diventare una specie di Ginevra francese.

### Battaglia di Privas
Nel maggio del 1629 le forze del re Luigi XIII e del cardinale Richelieu iniziarono a stringere l'assedio alla città di Privas e al forte di Toulon.

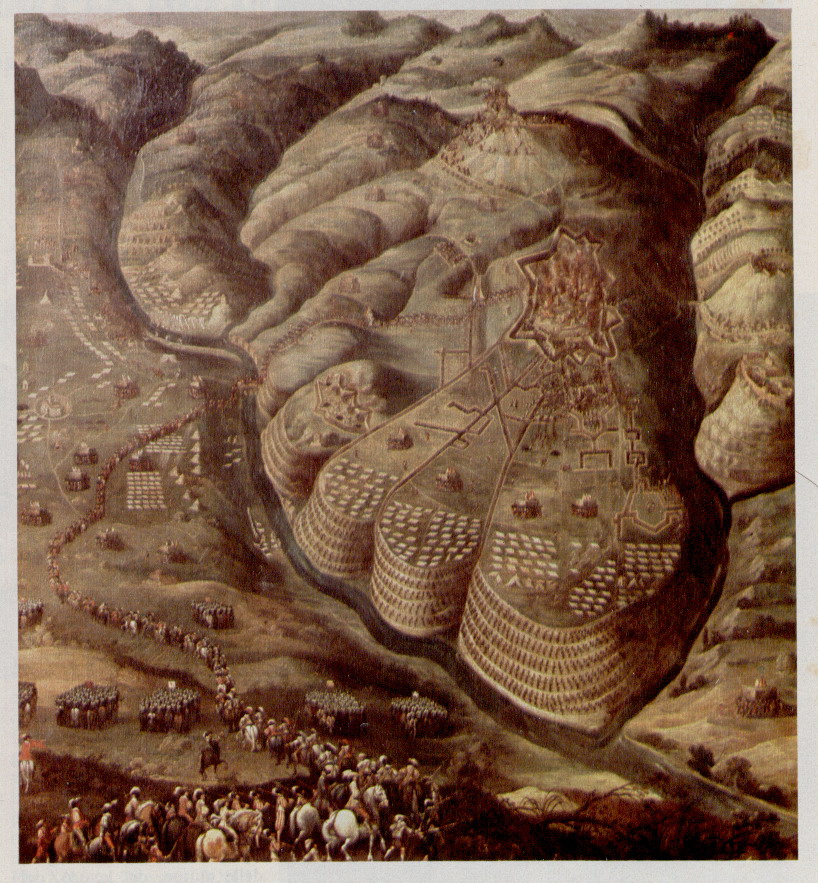
La battaglia di Privas, opera di Nicolas Prévost

Le operazioni militari erano comandate dai marescialli Bassompierre, Schomberg e Montmorency, con la presenza diretta del cardinale Richelieu.
Dall'altra parte vi erano i 500 uomini della guarnigione, più miliziani giunti al seguito di alcuni
nobili protestanti.
Il 26 maggio l'assedio iniziò con un pesante bombardamento della piazzaforte, a cui seguì la conquista di alcune opere di difesa esterne. Il giorno seguente le truppe del re aprirono una breccia nelle mura e dilagarono nella città. Nel giro di poche ore la città fu presa e segnò la fine delle lotte contro gli ugonotti.
Di lì ad un mese, il 28 giugno 1629 venne firmata la pace di Alés che, pur mantenendo in vigore i principi dell'Editto di Nantes, impone di radere al suolo i castelli e le mura delle città calviniste.

### Simboli
Lo stemma comunale, documentato dal 1629, è  stato ufficialmente riconosciuto nel 1809.
("Ciò che la violenza ha distrutto, è stato ricostruito dalla sua stessa energia").»
La quercia rappresenta la forza e i tre gigli la Corona di Francia; la corona con tre torri merlate che sormonta lo scudo ricorda che Privas era una città fortificata.

## Società

### Evoluzione demografica
Abitanti censiti

## Arte e cultura
- Porta dei diamanti
- Cappella del convento dei Récollets
- Torre di Diana di Poitiers
- Belvedere del Monte Tolone
- Ponte di Luigi XIII sul fiume Ouvèze.

## Amministrazione

### Gemellaggi
- Tortona
- Weilburg
- Wetherby
- Zevenaar